# Битва при Диррахії (1081)
Битва при Диррахії (зараз місто Дуррес в Албанії) - битва між військами Візантійської імперії і нормандцями із Апуліїйського герцогства, що відбулась 18 жовтня 1081 року. Ромеями керував імператор Олексій I Комнін, нормандцями — Роберт Гвіскар. Битва відбувалась неподалік від Диррахія (також відомого як Дураццо чи Драч) — візантійської столиці Іллірії — і закінчилась перемогою нормандців. Битва при Диррахії описана в «Олексіаді» Анни Комнін та в «Gesta Roberti Wiscardi» Вільгельма Апулійського.
Битва при Диррахії 18 жовтня 1081 року стала справжнім ключем до Балканської операції нормандців. Саме її вдалий результат дозволив Гвіскару рівно через чотири місяці без особливих зусиль опанувати однойменною фортецею. Оволодіння таким найважливішим стратегічним пунктом як Диррахій відкривало шлях на Константинополь.

## Нормандське завоювання Південної Італії

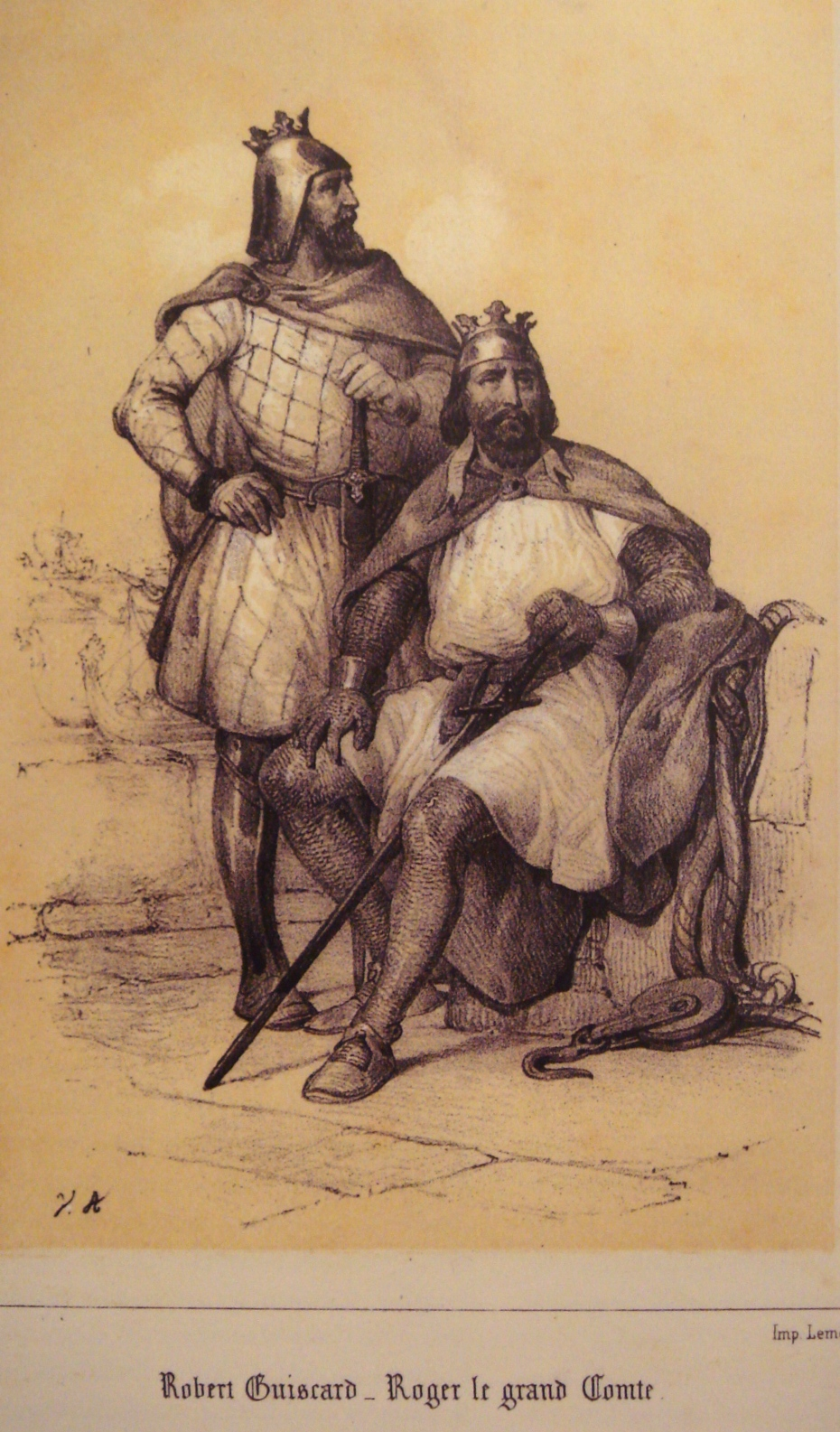
Брати — Роберт Гвіскар (зліва) та Рожер І Сицилійський

На початку XI ст. нормандці проникли до Південної Італії, де як наймані солдати брали участь у військових діях проти арабів у місті Салерно. Потім сюди зі Нормандії почали прибувати нові переселенці, які закріплювались у маленьких містечках, силою відбираючи їх у своїх колишніх наймачів та їх сусідів. Найбільшого успіху серед нормандських шукачів пригод досягли сини графа Танкреда Отвільського, які в 1042 році захопили Апулію.
Зростаюча загроза на Аппенінському півострові не подобалась папі Леву ІХ, який почав організовувати військо із місцевої лангобардської знаті. Військо рушило на південь де і зустріло нормандців на чолі із князем Капуанським Річардом Дренго, графом Апулійським Онфруа Отвілем та його молодшим братом Робертом Отвілем "Гвіскаром". 18 червня 1053 року, в Битві при Чивітате, вони розбили військо папи Лева ІХ, змусивши його укласти з ними мир і віддати Апулію і Калабрію як лен.
До 1071 року вся Південна Італія підпала під владу нормандців. Один із синів Танкреда, герцог Апулії Роберт Отвільський на прізвисько Гвіскар («Хитрун»), підтримував папу в боротьбі проти імператора Генріха IV. Брат Роберта Рожер I почав війну з арабами на Сицилії. У 1061 році він взяв Мессіну, але лише через 13 років острів опинився під владою норманів. Рожер II об'єднав під своєю владою нормандські володіння в південній Італії і Сицилії [Архівовано 29 березня 2009 у Wayback Machine.].

## Передумови битви

Завоювання сельджуками Візантії (зелений колір). 1076 р.

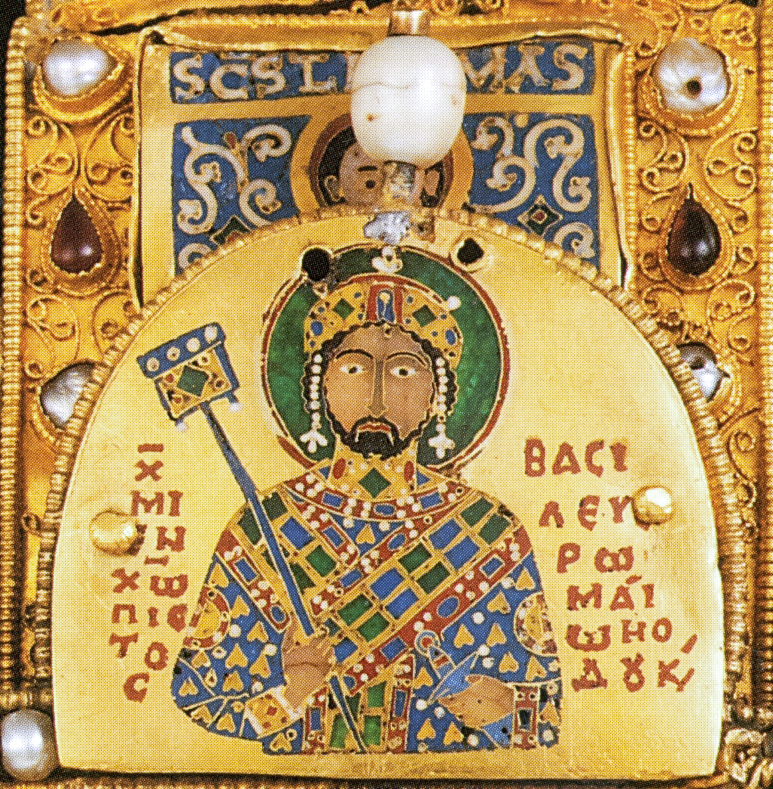
Василевс Михайло VII

Візантійська імперія сама спричинила війну із норманами. Ось як про це описується в «Олексіаді» Анни Комніної:
|  | Ромейська держава сама накликала на себе такого ворога і дала йому привід для війни. Цим приводом з'явився зовсім не підходящий для нас шлюбний контракт із чужоземкою і варваркою [дочкою Роберта - Олімпією], а особливо безтурботність панувати тоді василевса Михайла[VII], пов'язаного сімейними узами з Дуками ... Згаданий самодержець Михайло Дука заручив свого сина Костянтина з дочкою цього варвара. Тому й вибухнула війна… |

Слабкість Михайла і ненаситність його міністрів були небезпечні для імперії. Результатом анархії була втрата Барі, останнього володіння Візантії в Італії, норманам у 1071. У 1074 сельджуки також відвойовують собі частину Малої Азії, яку імператор не зміг захистити [Архівовано 25 травня 2012 у Wayback Machine.].

## Чисельність військових обох сторін

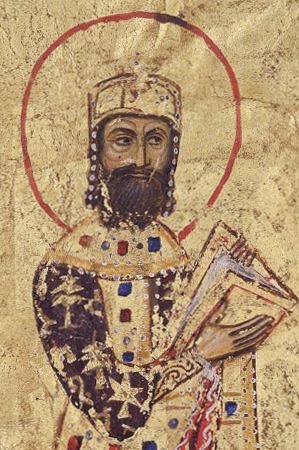
імператор Олексій І Комнін

За з даними різних джерел, армія Олексія Комніна налічувала або 70, або 170 тисяч осіб. Очевидно, сам Олексій не мав чіткого уявлення про кількість своїх підлеглих і союзників. Тому найточніші дані, якими нам залишається оперувати, це інформація про підрозділи візантійської армії та її союзників. Анна Комніна згадує такі загони і командирів: Костянтина Опоса на чолі екскувітів, Олександра Кавасилу — командувача фессалійців, і Татікія — командира охридських тюрків. Також Анна вказує на присутність в грецькій армії маніхейських загонів Ксанта й Кулеона і підрозділів вестіарітів і франко-нормандських найманців, якими керували відповідно Панукоміт і Костянтин Гумбертопул. Необхідно особливо відзначити участь варязьких найманців Намбіта, дії яких і зіграли фатальну роль у результаті битви.
Армія Олексія просувалася до Диррахії трьома колонами.
Кількість норманів при Диррахії призводить лише один автор — Ромуальд Салернський. На його думку, число нормандських лицарів перевищувало 700 чоловік. Нам відомо, що під час облоги Диррахія, передував бій, де загинуло 500 лицарів. Очевидно, що під час шторму біля мису Глоса експедиційний загін норманів втратив не меншу кількість людей. Зробивши корекцію на постійне зменшення чисельності нормандських військ західними авторами і порівнявши дані Ромуальда з даними інших джерел, можна вважати, що в битві при Диррахії з боку Гвіскара брало участь близько тисячі важкоозброєних нормандських кавалеристів.

## Поле бою
Місцевість, на якій відбувалася битва, була надзвичайно незручною для будь-яких тактичних побудов. Підхід до фортеці був можливий тільки по мосту, який нормандський герцог наказав зруйнувати, щоб убезпечити свій тил. Поле битви нагадувало трикутник, вершина якого впиралася в море (тут знаходився храм Св. Миколая). Дві сторони були обмежені пагорбами і морським узбережжям, в основі простягалася Диррахійська лагуна [Архівовано 2 квітня 2015 у Wayback Machine.].

## Хід битви
Битву при Диррахії можна розбити на три стадії:
1. Зіткнення правого флангу норманів з варягами. Панічний відступ лангобардської піхоти та частини кавалеристів Гвіскара. Повна дезорганізація центральної частини військ норманів.
2. Грабіж нормандського табору. Перегрупування нормандської армії. З'єднання загонів Боемунда і Гвіскара. Знищення Робером загону Намбіта.
3. Спільні дії нормандців проти візантійських військ. Втеча тюрків і відхід сербів. Перегрупування візантійських військ навколо Олексія. Відступ візантійців в прохід між лагуною і пагорбами. Взяття візантійського табору. Втеча візантійських військ та їх переслідування нормандцями.

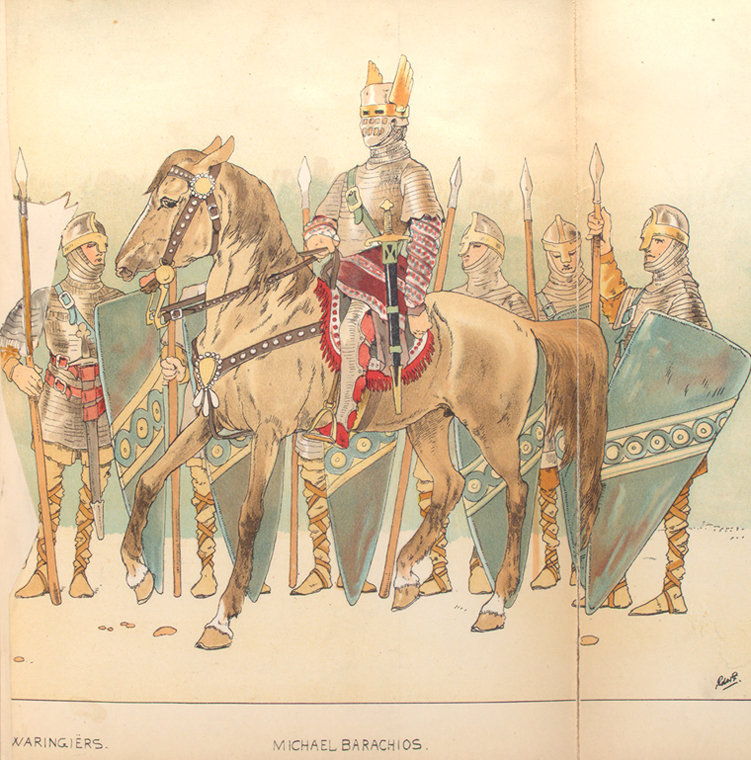
Варяги у Візантії

Битва при Діррахії почалося вранці 18 жовтня 1081. Перед початком бою дві лінії протиборчих сторін розташовуються не прямо один проти одного, а з невеликим розходженням по фронту так, що лівий фланг норманів знаходився на лінії настання центрального загону візантійської армії, а центральна група Гвіскара, навпаки, протистояла лівому флангу військ Олексія на чолі із Григорієм Пакуріаном. Подібне розташування військ пояснювалося особливостями рельєфу місцевості і, головним чином, тим, що Діррахійська лагуна закривала від норманів правий фланг візантійців. Знову ж особливостями рельєфу пояснюється характер і напрямок руху військ під час бою: затиснуті з фронту і з тилу лагуною і ланцюгом горбів візантійці були змушені рухатися в напрямку центру і правого флангу норманів.
Робер першим висунув війська в бій. Одночасно з початком руху військ через солончаки, в які переходила на півночі Діррахійська лагуна, переправився допоміжний загін Олексія, який мав завдання спільно з гарнізоном фортеці завдати удару по табору загарбників. Очевидно, початковим наміром Олексія було завдавання удару в тил нормандської армії і, особливо, по загону Боемунда, що знаходився під частковим прикриттям лагуни, але Гвіскар попередньо зруйнував міст, який перетинав вузьке гирло лагуни, і ворогам довелося задовольнятися грабунком табору. Ще до зіткнення військ Робер вислав вперед мобільні загони, в завдання яких входила спроба захопити за собою візантійських воїнів і розладнати ряди військ.
Далі «з фаланги Амікета вирвалися піхотинці і вершники, які напали на головний загін Намбіта», що прикривав лучників. Вільгельм стверджує, що перший удар варягів був настільки сильний, що не тільки калабрійці і моряки кинулися бігти, а й «лицарі герцога були налякані стрімким кидком ворога». Нормани і їх союзники були відтіснені на вузьку смужку землі між пагорбами і морем і не могли ні відступати, ні нападати. Після цієї невдачі нормандська армія зазнала масованого обстрілу з боку лучників.
Вільгельм зазначає, що нормани ніколи раніше не бачили такої хмари стріл. Після обстрілу варязька дружина продовжила свій наступ. Частина воїнів Гвіскара була відкинута в море і намагалася знайти порятунок на візантійських і венеційських кораблях, що курсували уздовж узбережжя. Після цих подій частина візантійських солдатів і командирів, впевнених вже в перемозі, приєднавшись до своїх товаришів, почала грабіж нормандського табору. До них приєдналися і венеційські матроси.

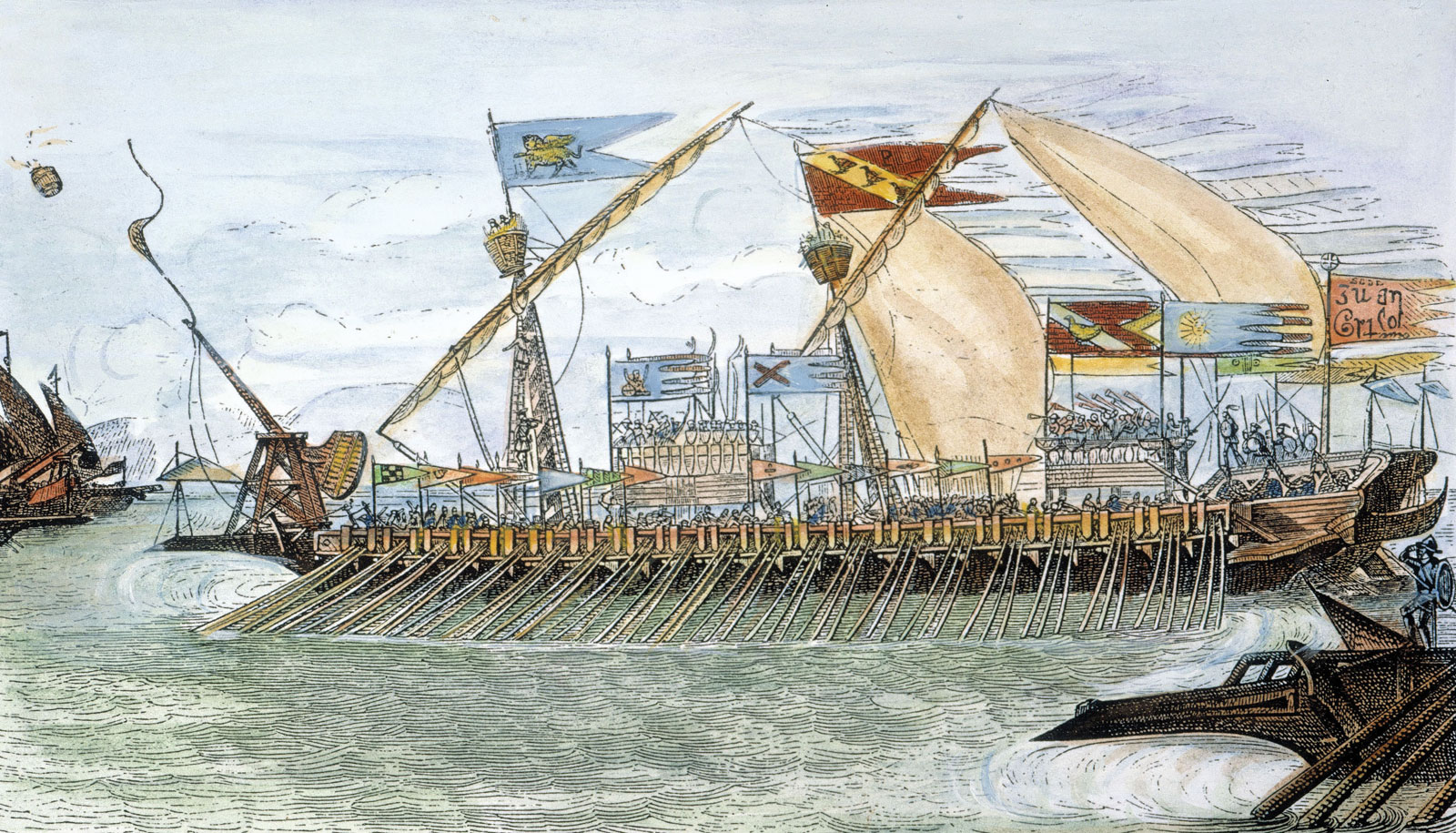
Венеційська галера

Однак, група Боемунда і Гвіскара практично не постраждала, і до них приєдналось підкріплення із військ, що зазнали втрат під час першого нападу візантійців. Норманам довелося повністю перебудовувати свої порядки. Тим часом, варяги Намбіта, що відірвалися занадто далеко від візантійської армії, потрапили в пастку. Скандинавська піхота, захопившись переслідуванням відступаючих, опинилася в природній воронці, утвореної пагорбами, морем і рікою. Затиснута з трьох сторін, вона піддалася натиску нормандської кавалерії. Дії нормандського війська змусили варягів сховатися в церкві Св. Миколая, де всі вони були знищені.
Після загибелі варягів на полі бою ще залишалася не зайнята грабунком частина візантійської армії. Вузький простір, на якому йшов бій, цього разу приніс удачу норманам. Тюркська легка кавалерія, яка могла б скласти конкуренцію норманам на відкритому просторі, тут не витримала натиску норманів і втекла. Після цього відступила і дружина Костянтина Бодіна,що так і не вступила в бій. Залишки візантійської піхоти були, мабуть, точно так само витіснені нормандською кавалерією.
Тепер уже візантійці, розташувавшись навколо імператора, виявилися затиснутими між лагуною і ланцюгом горбів, не маючи можливості реалізувати свою чисельну перевагу. Для відступу армії залишався один шлях: переправа через річку Арзен і подальший відхід. Битва, яка розпадається на ряд битв, перемістилася до візантійського табору, а після його взяття норманами почалася безладна втеча імперських військ.
Перемога норманів, на думку Вільгельма Апулійського, коштувала останнім тридцяти лицарів, а грекам п'яти тисяч воїнів. Анна повідомляє також про те, що були вбиті: Костянтин, син Костянтина Дуки, Никифор Синадин, Никифор Палеолог та інші знатні мужі. Однак, самий важкий наслідок полягав у тому, що тепер для Гвіскара був відкритий вільний шлях до Константинополя.

## Наслідки битви

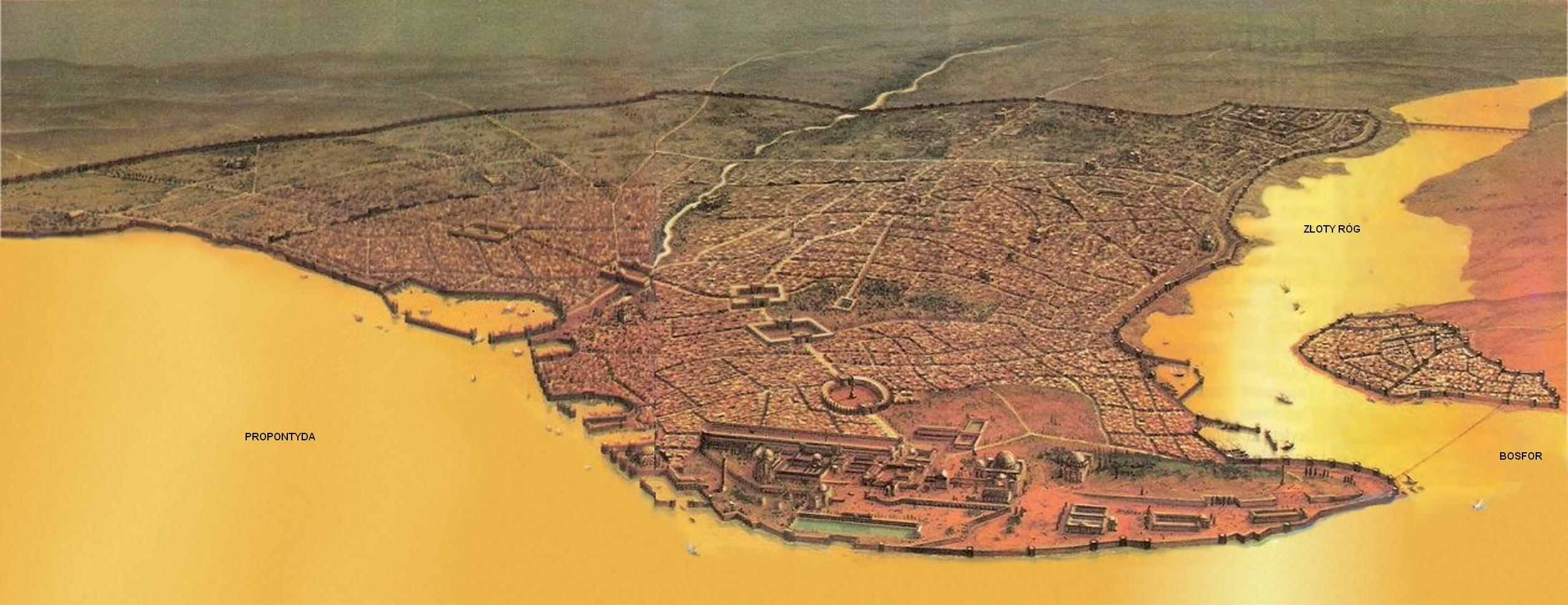
Загальний вигляд Константинополя (реконструкція)

- Загальний вигляд Константинополя (реконструкція)Уперше нормандці зіткнулися з масованим обстрілом кавалерії лучниками. Відсутність спеціальної підготовки і досвіду призвело до повної дезорганізації правого флангу і центру нормандської армії і могло закінчитися катастрофою.
- Значна кількісна перевага візантійської армії виявилася непотрібною і заважала маневруванню в складних умовах місцевості.
- Грабіж нормандського табору став необачним кроком, що дозволив норманам перегрупуватися і знищити варязьку дружину, переламавши тим самим хід бою. Описана подія ще раз підтвердила низький рівень дисципліни візантійської армії в цей період.
- Неефективність такої тактичної побудови, як зімкнутий піхотний стрій, поклав початок занепаду піхоти, яка все менше в подальшому буде відігравати роль на полях битв [5].

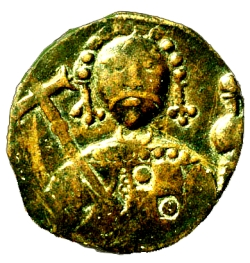
Монета Роберта Гвіскара.

Прапор, Венеційська республіка

Після поразки при Диррахії Північна Греція на кілька років опинилася під владою норманів. Вони перетнули Епір і Фессалію. Візантійці терпіли одну поразку за іншою — але в гіркоті поразок опановували військовим мистецтвом. Головною силою нормандського війська була важка кавалерія, яка змітала все на своєму шляху: візантійці навчилися розкидати залізні колючки на шляху нормандської кінноти, обсипати її стрілами, викочувати назустріч вершникам легкі вози, наїжачені списами. Разом з тим Олексій шукав союзників. Він вів переговори з німецьким імператором — але насамперед природним союзником Візантії в боротьбі з норманами була Венеція, правителі якої не бажали бачити обидва береги Адріатики під владою нормандського герцога. У травні 1082 року Олексій підписав договір з венеційцями, обіцяючи республіці св. Марка щедрі дари і торгові привілеї в обмін на військову допомогу. Олексій наймав сельджуцькі війська і одночасно підтримував змови нормандської знаті.